# Нефтохимик (футбольный клуб)
«Нефтохимик» — болгарский футбольный клуб из города Бургас.

## Текущий состав
| Номер | Игрок             | Страна                         | Позиция      | В команде с | Предыдущий клуб           |
| 94    | Марин Орлинов     | Флаг Болгарии                  | Вратарь      | 2021        | Монтана                   |
| 22    | Петар Рахнев      | Флаг Болгарии                  | Вратарь      | 2020        | Нефтохимик U19            |
| 19    | Петьо Иванов      | Флаг Болгарии                  | Защитник     | 2020        | Марек Дупница             |
| 31    | Даниел Андреев    | Флаг Болгарии                  | Защитник     | 2018        | Локомотив Горна-Оряховица |
| 33    | Кентен Оливе      | Флаг Франции                   | Защитник     | 2021        | Пуасси                    |
| ?     | Мартин Минчев     | Флаг Болгарии                  | Защитник     | 2021        | Сливнишки Герой           |
| ?     | Георги Маджаров   | Флаг Болгарии                  | Защитник     | 2021        | Берое                     |
| 5     | Димо Славов       | Флаг Болгарии                  | Защитник     | 2021        | Нефтохимик U19            |
| 15    | Сибил Карагьозов  | Флаг Болгарии                  | Защитник     | 2021        | Спортист                  |
| 6     | Делян Иванов      | Флаг Болгарии                  | Защитник     | 2021        | Лупаренсе                 |
| 69    | Гойе              | Флаг Бразилии                  | Защитник     | 2021        | ЭНАД                      |
| 2     | Кигами Да Коста   | Флаг Нидерландов               | Защитник     | 2021        | Би Куик 1887              |
| 88    | Ивайло Лазаров    | Флаг Болгарии                  | Полузащитник | 2021        | Хебар                     |
| 10    | Даниел Георгиев   | Флаг Болгарии                  | Полузащитник | 2021        | Марек Дупница             |
| 21    | Матея Баюнович    | Флаг Нидерландов · Флаг Сербии | Полузащитник | 2021        | Дордрехт                  |
| ?     | Ахмед Мурад       | Флаг Болгарии                  | Полузащитник | 2021        | Локомотив Горна-Оряховица |
| 8     | Виктор Кунев      | Флаг Болгарии                  | Полузащитник | 2021        |                           |
| 18    | Жан Пьер Да Силва | Флаг Бразилии                  | Нападающий   | 2021        | ?                         |
| 28    | Мартин Мечков     | Флаг Болгарии                  | Нападающий   | 2021        |                           |
| 77    | Михаил Каменов    | Флаг Болгарии                  | Нападающий   | 2021        |                           |
| ?     | Момчил Кузманов   | Флаг Болгарии                  | Нападающий   | 2021        | Локомотив Горна-Оряховица |
| 9     | Калоян Стефанов   | Флаг Болгарии                  | Нападающий   | 2021        | Локомотив София           |
| 17    | Радой Божилов     | Флаг Болгарии                  | Нападающий   | 2021        | Минёр Перник              |
| 7     | Димитар Законов   | Флаг Болгарии                  | Нападающий   | 2021        | Монтана                   |
| 13    | Даниел Иванов     | Флаг Болгарии                  | Нападающий   | 2021        | ЦСКА София                |
| ?     | Георги Жеков      | Флаг Болгарии                  | Нападающий   | 2021        | Карнобат                  |

## История
В 1962 году строителями нефтеперерабатывающего завода был создан клуб, получивший название «Строитель». В 1964 году был построен завод «Нефтохим», и команда получила название «Нефтохимик». В 1967 году был построен стадион «Нефтохимик», на котором начала играть команда. В 1970 году было принято решение об объединении бургасских футбольных клубов, лучшие игроки «Нефтохимика» перешли в «Черноморец». В 1970—1980 клуб участвовал только в заводских турнирах. В мае 1981 после сноса стадиона «Локомотива» клубы объединились, и команда стала выступать на стадионе «Нефтохимик». 29 января 1986 клуб был зарегистрирован как самостоятельное юридическое лицо. В сезоне 1994/95 клуб дебютировал в высшей лиге чемпионата Болгарии. В следующем сезоне занял 4 место и выиграл Кубок ПФЛ. В 1997 году «Нефтохимик» занял второе место в чемпионате и вновь выиграл Кубок ПФЛ. В розыгрыше Кубка УЕФА 2000/01 клуб в предварительном раунде обыграл кипрскую «Омонию» Никосия 0:0, 2:1, а в первом раунде уступил российскому «Локомотиву» Москва 2:4, 0:0. В 2002 году клуб стал собственностью Petrol Holding и сменил название на «Нафтекс» Бургас. В сезоне 2005/06 клуб вышел в полуфинал Кубка Болгарии, но занял последнее, 15 место в чемпионате и вылетел в лигу «Б». В 2009 год клуб был объединён с «Черноморцем» Поморье, часть игроков перешла также в «Черноморец» Бургас. При поддержке муниципалитета и строительной компании «Eurobuilding» «Нафтекс» слился с ФК «Атлетик» и изменил название на Нефтохимик 1986. В 2010 «Нефтохимик 1986» был куплен бургасскими предпринимателями Николаем Филиповым и Валентином Карвальчевым. В сезоне 2010/11 клуб занял 2 место в зоне «Юго-восток» третьей лиги и вышел во вторую лигу. В сезоне 2012/13 выиграл первенство первой лиги и вышел в группу «А», где занял последнее, 14 место. 27 июня 2014 было объявлено, что клуб прекращает существование в связи с финансовыми проблемами. Тогда же группа болельщиков создала НПО «Футбольный клуб „Нефтохимик“ Бургас 1962» с целью сохранения детско-юношеской школы. С владельцами ПФК «Нефтохимик» было достигнуто соглашение о том, что новый клуб получит нематериальные активы и таким образом сохранит преемственность. В январе 2015 было объявлено об объединении ФК «Нефтохимик Бургас 1962» и ПФК «Бургас», которое состоялось в июне — ПФК «Бургас» был переименован в ПФК «Нефтохимик Бургас 1962».